# Flatøya (Bjørnafjorden)
Ne doit pas être confondu avec Flatøya ou Flatøya (Sveio).
Flatøya est une île norvégienne dans le comté de Hordaland. Elle fait partie du territoire de l'ancienne commune de Øs, aujourd'hui rattachée à Bjørnafjorden.

## Géographie
Rocheuse et couverte d'arbres, elle s'étend sur environ 370 m de longueur pour une largeur approximative de 300 m. Elle compte trois bâtiments dont une habitation. 